# Stein Rønning
Stein Rønning, né le 28 mai 1965 et mort le 23 janvier 2008, était un karatéka norvégien. Durant sa carrière sportive, il a remporté de nombreuses compétitions internationales, en particulier les championnats du monde de karaté 1990 en kumite individuel masculin moins de 60 kilos à Mexico, au Mexique.

## Résultats
| Résultat | Date            | Épreuve                   | Catégorie | Compétition                | Ville hôte                    |
| -------- | --------------- | ------------------------- | --------- | -------------------------- | ----------------------------- |
| [ 2 ]    | 1985            | ?                         | Seniors   | Championnats d'Europe 1985 | Oslo, en Norvège              |
| [ 2 ]    | 1988            | ?                         | Seniors   | Championnats d'Europe 1988 | Gênes, en Italie              |
| [ 3 ]    | Novembre 1988   | Kumite individuel - 60 kg | Seniors   | Championnats du monde 1988 | Le Caire, en Égypte           |
| [ 2 ]    | 1989            | ?                         | Seniors   | Championnats d'Europe 1989 | Titograd, en Yougoslavie      |
| [ 2 ]    | 20 juillet 1989 | Kumite individuel - 60 kg | Seniors   | Jeux mondiaux 1989         | Karlsruhe, en Allemagne       |
| [ 2 ]    | 1990            | ?                         | Seniors   | Championnats d'Europe 1990 | Vienne, en Autriche           |
| [ 4 ]    | 8 novembre 1990 | Kumite individuel - 60 kg | Seniors   | Championnats du monde 1990 | Mexico, au Mexique            |
| [ 2 ]    | 1991            | ?                         | Seniors   | Championnats d'Europe 1991 | Hanovre, en Allemagne         |
| [ 2 ]    | 1993            | ?                         | Seniors   | Championnats d'Europe 1993 | Prague, en République tchèque |
| [ 2 ]    | 1993            | ?                         | Seniors   | Jeux mondiaux 1993         | La Haye, aux Pays-Bas         |